# Henri-Chapelle
Henri-Chapelle (hochdeutsch: Heinrichskapelle, Limburgisch-ripuarisch: Kapäl, niederländisch: Hendrik-Kapelle, wallonisch: Hinri-Tchapele) ist eine belgische Ortschaft und seit der Gemeindefusion von 1977 ein Ortsteil von Welkenraedt. Sie befindet sich etwa 17 km südwestlich von Aachen. 
Henri-Chapelle ist ein historischer, auf einem Hügel gelegener Ort, an der ehemaligen Heeresstraße Aachen-Reims oder Aachen-Lüttich-Brüssel (auch Route Charlemagne genannt). Er war auf Grund seiner Höhenlage ein wichtiger Halte- und Rastplatz an dieser Straße. Die heutige Trasse der Straße wurde etwa um 1750 angelegt, ein Ausbau derselben erfolgte unter französischer Herrschaft etwa um 1800. Der Ort gehörte bis 1792 zum Herzogtum Limburg und stand unter der Gerichtsbarkeit und Pfarrverwaltung der Hochbank Baelen.
Am Ortsrand entspringt der Gülpbach, der nach 18 km im niederländischen Gulpen in die Göhl mündet.

## Sehenswert
- Die gotische Kirche St-Georges mit ihrem romanischen Turm
- Schloss Baelen im Weiler Ruyff, in dem eine psychiatrische Klinik untergebracht ist
- Schloss Ruyff, in direkter Nachbarschaft zu Schloss Baelen
- Der an der Straße nach Aubel gelegene amerikanische Soldatenfriedhof Henri-Chapelle American Cemetery and Memorial.

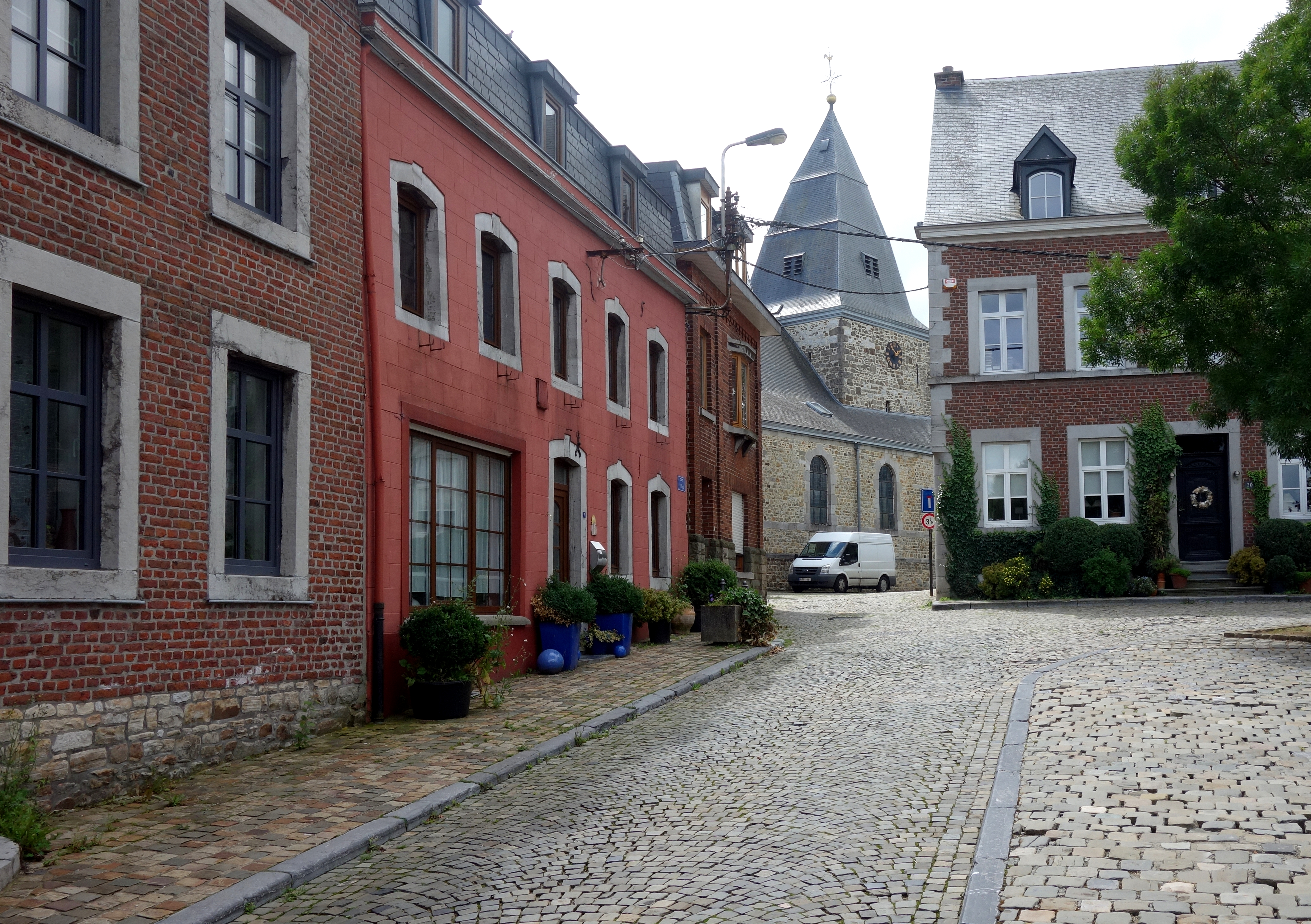
Dorfansicht
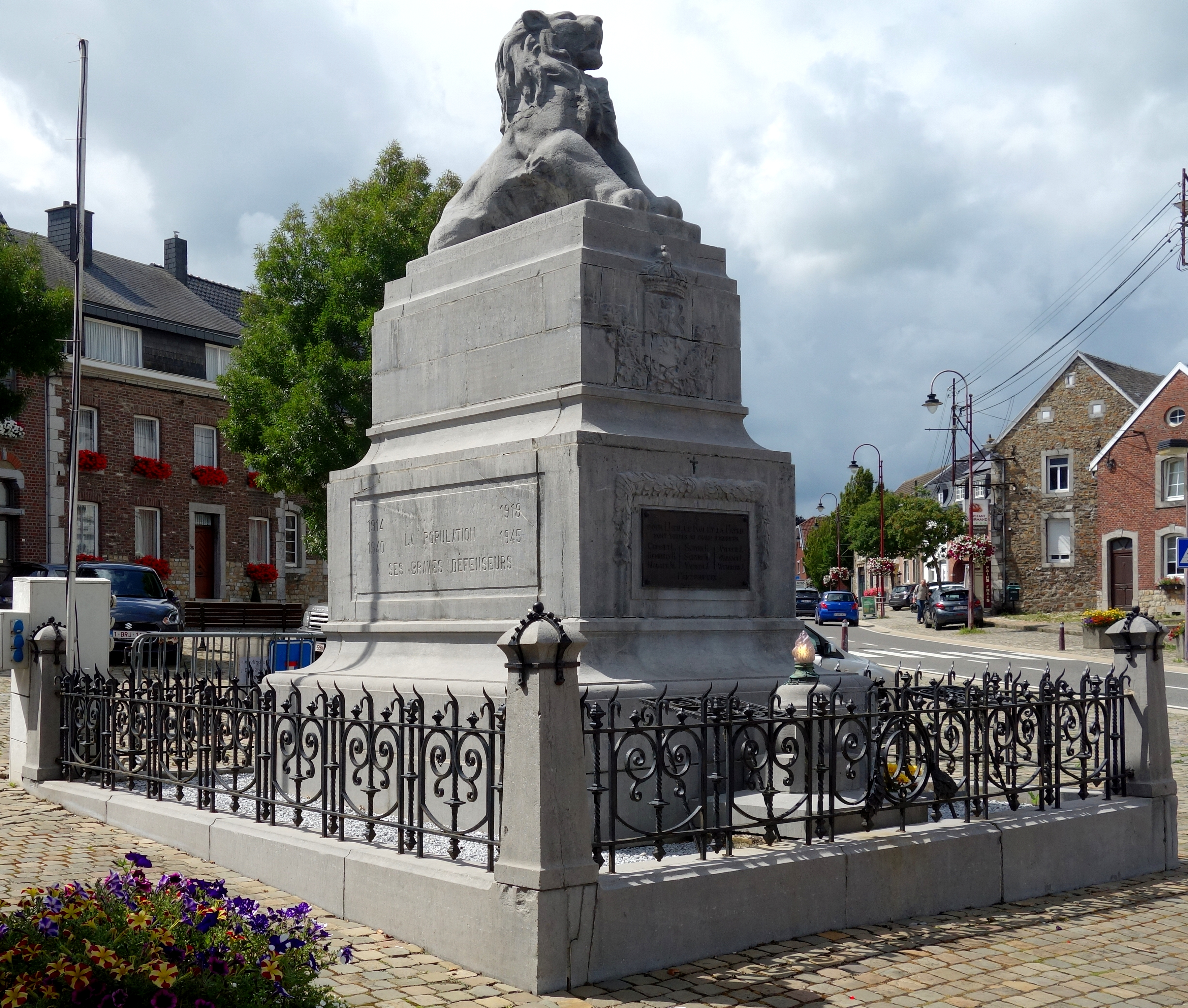
Kriegerdenkmal
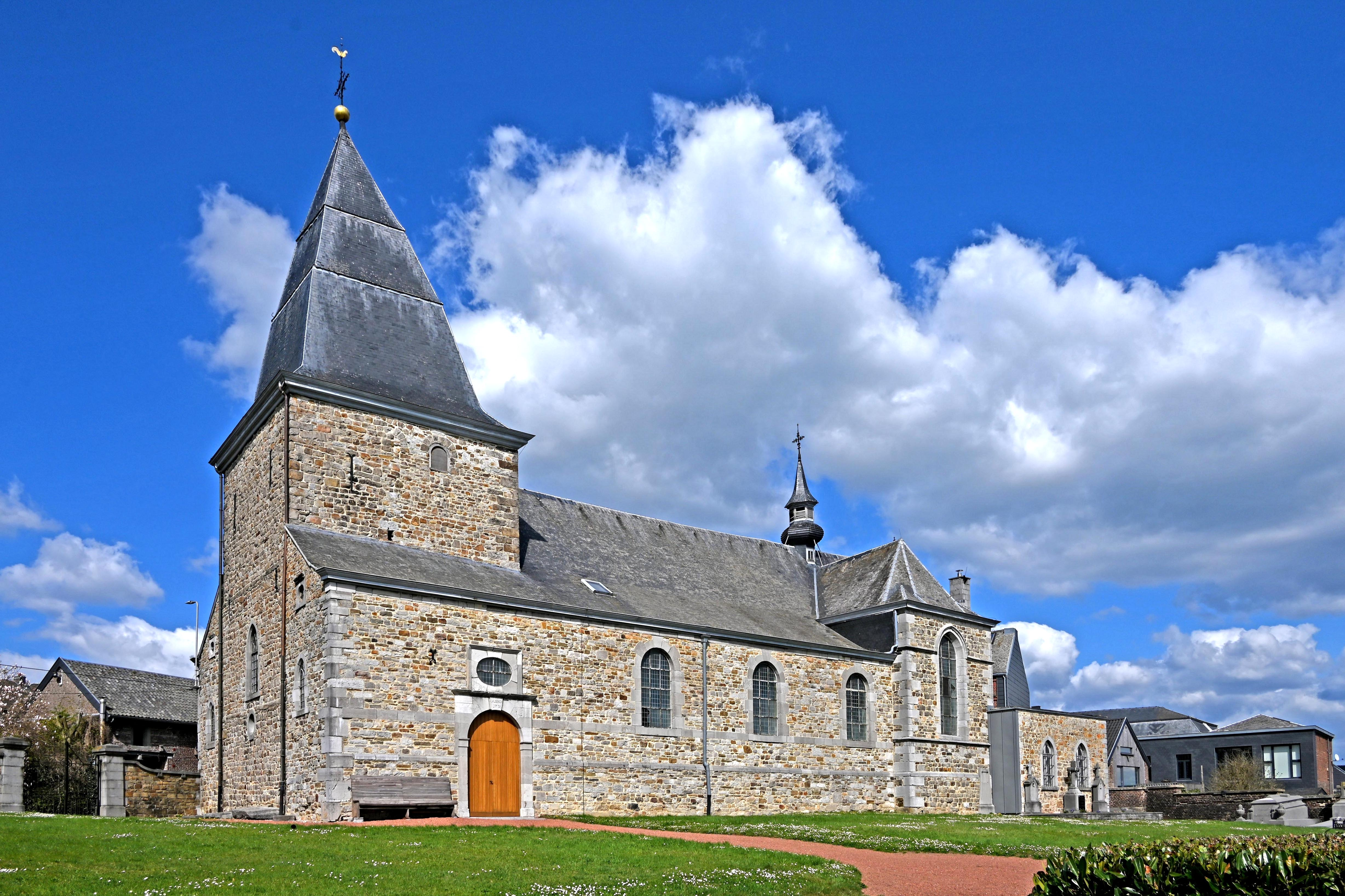
Kirche St-Georges
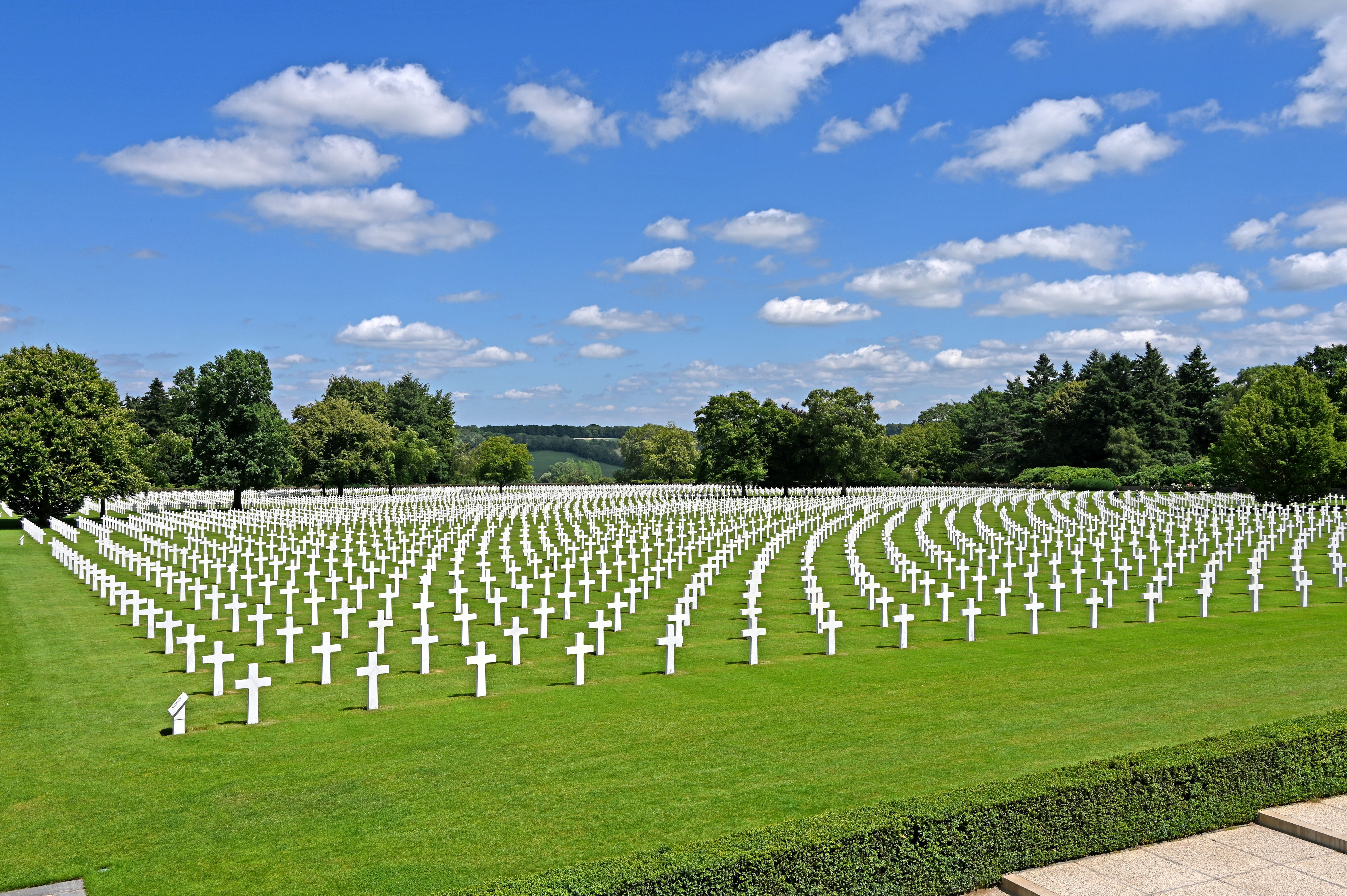
Soldatenfriedhof

## Persönlichkeiten
- Friedrich III. Fürst zu Salm-Kyrburg (* 1745 in Henri-Chapelle; † 1794 in Paris), Wild- und Rheingraf, Fürst